# براد مور
براد مور (بالإنجليزية: Brad Moore)‏ هو لاعب كرة قاعدة أمريكي، ولد في 21 يونيو 1964 في لوفلاند في الولايات المتحدة.

## وصلات خارجية
- براد مور على موقعبيزبول رفرنس.كوم (الدوري الرئيسي) (الإنجليزية)
- براد مور على موقعبيزبول رفرنس.كوم (الدوري الثانوي) (الإنجليزية)